# Universidade Estadual Paulista em Araraquara
A Faculdade de Ciências e Letras (antiga Faculdade de Filosofia, Ciências e Letras) é uma faculdade brasileira. Também é denominada de Unesp Araraquara.
Foi inaugurada em 1959, inicialmente com os cursos de Letras e Pedagogia. Em 1963 foi iniciado o curso de Ciências Sociais. Em 1976, a FFCL de Araraquara (juntamente com outros 21 Institutos isolados do Estado de São Paulo) passa a fazer parte da Universidade Estadual Paulista "Júlio de Mesquita Filho". Na década de 1980 foram implantados mais dois cursos na unidade: Ciências Econômicas (1983) e Administração Pública (1989).

## Faculdade de Ciências e Letras
A Faculdade de Ciências e Letras oferece cinco cursos de graduação (Letras, Pedagogia, Ciências Sociais, Ciências Econômicas e Administração Pública), e programas de pós-graduação nas áreas de Lingüística e Língua Portuguesa (mestrado e doutorado), Estudos Literários (mestrado e doutorado), Sociologia (mestrado e doutorado), Educação Escolar (mestrado e doutorado), Educação Sexual (mestrado e doutorado) e Economia (mestrado e doutorado). Além disso, também oferece cursos de especialização.
A FCL possui uma Biblioteca com um acervo de aproximadamente 88 mil volumes, e uma unidade auxiliar (o CENPE), que conta com uma equipe composta de psicólogos, fonoaudiólogo, assistente social e psicopedagogo.
É a sede dos centros acadêmicos CAFF (Centro Acadêmico de Ciências Sociais "Florestan Fernandes") CACEL (Centro Acadêmico de Cultura e Estudos em Letras "Paulo Leminski"), CAMT (Centro Acadêmico "Maurício Tranemberg"), CAAP (Centro Acadêmico de Administração Pública IX de Setembro) e CACEF (Centro Acadêmico "Celso Furtado", de Ciências Econômicas).
Sede também da Associação Atlética Acadêmica Mané Garrincha e da Paulista Junior, Projetos e Consultoria.

## Faculdade de Ciências Farmacêuticas
A Faculdade de Ciências Farmacêuticas foi originada a partir da Escola de Pharmácia e Odontologia de Araraquara. Em 1976, com a incorporação à UNESP, houve o desmembramento da faculdade em Faculdade de Ciências Farmacêuticas e Faculdade de Odontologia. O curso de Farmácia da FCFAr foi o segundo a ser criado no Estado de São Paulo e é, juntamente com o curso de Odontologia, o mais antigo dos cursos oferecidos pela UNESP.
Atualmente, a FCFAr oferece graduação no curso de Farmácia-Bioquímica, Engenharia de Bioprocessos e Biotecnologia e programas de pós-graduação em Alimentos e Nutrição (mestrado e doutorado), Análises Clínicas (mestrado e doutorado) e Ciências Farmacêuticas (mestrado e doutorado), além de oferecer cursos de especialização em Análises Clínicas e Saúde Pública. 
É a sede do Centro Acadêmico de Ciências Farmacêuticas- CACIF.  

## Faculdade de Odontologia
A Faculdade de Odontologia de Araraquara (FOAr) teve sua origem juntamente com a Faculdade de Ciências Farmacêuticas, sendo que, antes da sua incorporação à Unesp (1976), fazia parte da Escola de Pharmácia e Odontologia.
Atualmente, oferece graduação em Odontologia e programas de pós-graduação nas áreas Ciências Odontológicas (Odontopediatria, Ortodontia e Dentística Restauradora), Odontologia (Periodontia, Implantodontia e Endodontia), Reabilitação Oral (Prótese) e Ciências Fisiológicas (ênfase em fisiologia cardiovascular).
É a sede do Diretório Acadêmico da Faculdade de Odontologia de Araraquara- DAFOA.

## Instituto de Química
Oferece o curso de Química em quatro modalidades: Bacharelado em Química, Bacharelado em Química Tecnológica, Licenciatura em Química e Engenharia Química.
Também oferece programas de pós-graduação nas áreas de Biotecnologia e Química.
Sua biblioteca dispõe de um acervo com mais de 12 mil livros, 90 mil periódicos (fascículos) e 140 bases de dados eletrônicos (CD-ROM, online e disquetes).
É a sede do Diretório Acadêmico "Waldemar Saffioti" de Química - DAWS e do Centro Acadêmico da Engenharia Química, o CAEQ.

## Polêmicas em 2014/2015

### Greve Geral de 2014 e invasão da diretoria
Em Maio de 2014, após uma Assembleia Geral, fora deliberada uma greve dos três setores na FCLar, que acompanharia uma corrente formada pelas três universidades estaduais paulistas (Além da UNESP, a USP e a UNICAMP). Como parte das manifestações, houve uma ocupação à diretoria por parte dos estudantes, que durou 21 dias. No dia 20 de junho, os estudantes foram expulsos do local por ação da Polícia Militar .

### Reforma do Restaurante Universitário
No fim de 2014, o Restaurante Universitário iniciou um processo de reforma repentino, que deixou estudantes que dependiam do mesmo sem acesso à alimentação. Após o início das obras, por motivos contratuais, a reforma parou, e retornou em meados de outubro, com prazo de 360 dias para entrega do Restaurante..
No dia 30 de Maio de 2022, o restaurante foi reaberto para utilização de alunos, funcionários e visitantes, com um limite de 600 refeições diárias.

### 17 expulsos
Como resposta à invasão da diretoria, 17 alunos da FCL foram expulsos , causando várias manifestações por todo o campus e inclusive em outros campus e grupos sociais. Após alguns meses, as expulsões foram revogadas, e as penas foram substituídas por suspensões de 6 meses aos alunos 